# Марта Хол Кели
Марта Хол Кели (на английски: Marta Hall Kelly) е американска журналистка и писателка на произведения в жанра драма и исторически роман.

## Биография и творчество
Марта Хол Кели е родена през 1957 г. в Милтън, Масачузетс, САЩ. Отраства с любов към книгите и историята в Хансън и Хингам, Масачузетс, където завършва гимназия в Академия „Нотър Дам“. Получава бакалавърска степен по журналистика от Сиракузския университет в Ню Йорк и магистърска степен по журналистика от Северозападния университет, САЩ. След дипломирането си работи като рекламен копирайтър за големи рекламни агенции, включително „Дж. Уолтър Томпсън“, „Маккан-Ериксон“ и „ББДО“.
По време на работата си случайно попада на историята за жена на име Керълайн Феридей, която живее в Кънектикът и успява да помогне на 72 жени от Полша, оцелели от концентрационния лагер в Равенсбрюк, и известни като „зайците“. Това я вдъхновява да започне да пише за нея и в продължение на 10 години прави исторически проучвания за събитията от Втората световна война за книгата.
Първият ѝ роман „Люляковите момичета“ от поредицата „Керълайн Феридей“ е издаден през 2016 г. В историята се преплитат съдбите на три героини – светската дама Керълайн Феридей, която работи във френското консулство в Ню Йорк, ангажираната с нелегалното съпротивително движение в окупирана Полша Каша Кузмерик, която е затворена в концлагера за жени „Равенсбрюк“, и амбициозната млада лекарка Херта Оберхойзер в нацистка Германия. Романът става бестселър в списъка на „Ню Йорк Таймс“ и я прави известна.
Следващите ѝ два романа от поредицата са предистория на „Люляковите момичета“. Романът „Lost Roses“ (Изгубени рози) е за времето на Първата световна война и разказва историята на борбата на майката на Каролайн, Елиза, за помощ на руските бежанци, разселени след революцията в Русия. Следващият роман „Sunflower Sisters“ (Слънчогледови сестри) е за времето на Гражданската война и разказва историята на предците на Каролайн, филантропичните жени от Улси, твърди аболиционисти, помагащи на ранените войници на бойното поле при Гетисбърг.
Марта Хол Кели живее със семейството си в Личфийлд, Кънектикът и Мартас Винярд.

## Произведения

### Серия „Керълайн Феридей“ (Caroline Ferriday)
1. Lilac Girls (2016)
Люляковите момичета, изд.: ИК „Изток-Запад“, София (2018), прев. Галина Величкова
2. Lost Roses (2019)
Изгубени рози, изд.: ИК „Изток-Запад“, София (2021), прев. Галина Величкова
3. Sunflower Sisters (2021)